# Heterozonias
Heterozonias is een geslacht van zeesterren uit de familie Solasteridae.

## Soort
- Heterozonias alternatus (Fisher, 1906)